# Plectris cuyana
Plectris cuyana är en skalbaggsart som beskrevs av Bruch 1909. Plectris cuyana ingår i släktet Plectris och familjen Melolonthidae. Inga underarter finns listade i Catalogue of Life.